# Файловый менеджер
Фа́йловый ме́неджер или фа́йловый бра́узер — компьютерная программа, предоставляющая пользовательский интерфейс для управления файлами и папками. Наиболее распространённые операции, выполняемые с файлами или группами файлов, включают создание, открытие (например, просмотр, воспроизведение, редактирование или печать), переименование, копирование, перемещение, удаление и поиск файлов, а также изменение атрибутов, свойств и прав доступа к файлам. Папки и файлы могут отображаться в виде иерархического дерева на основе их структуры каталогов.

## Возможности

### Передача файлов
Графические файловые менеджеры могут поддерживать копирование и перемещение файлов с помощью операций «копировать и вставить» и «вырезать и вставить» соответственно, а также через перетаскивание и отдельное меню для выбора целевого пути.
Во время передачи файлов файловый менеджер может отображать исходный и целевой каталоги, прогресс передачи в процентах и/или размере, индикатор выполнения, имя передаваемого в данный момент файла, оставшееся и/или общее количество файлов, числовую скорость передачи и графическую скорость передачи. Возможность приостановить передачу файлов позволяет временно предоставить другому программному обеспечению полный последовательный доступ для чтения, позволяя возобновить работу позже без необходимости перезапускать передачу файлов.
Некоторые файловые менеджеры перемещают несколько файлов, копируя и удаляя каждый выбранный файл из источника по отдельности, в то время как другие сначала копируют все выбранные файлы, а затем удаляют их из источника.
Конфликтующие имена файлов в целевом каталоге могут обрабатываться путем переименования, перезаписи или пропуска. Переименование обычно является числовым. Перезапись может быть условной, например, когда исходный файл новее или отличается по размеру. Технически файлы можно было бы сравнивать с помощью контрольных сумм, но это потребовало бы чтения всего исходного и целевого файлов, что значительно замедлило бы процесс для больших файлов.

### Пользовательский интерфейс
Некоторые файловые менеджеры содержат функции, аналогичные веб-браузерам, включая кнопки навигации «вперед» и «назад», адресную строку, вкладки и боковую панель закладок.

### Работа с сетью
Некоторые файловые менеджеры обеспечивают подключение к компьютерной сети через протоколы, такие как FTP, HTTP, NFS, SMB или WebDAV. Это достигается путем предоставления пользователю возможности просматривать файловый сервер (подключаясь к файловой системе сервера и получая к ней доступ, как к локальной файловой системе) или путем предоставления собственных полных клиентских реализаций для протоколов файловых серверов.

## Редакторы каталогов
Термин, предшествующий использованию термина файловый менеджер — редактор каталогов. Ранний редактор каталогов, Dired, был разработан около 1974 года в Стэнфордской лаборатории искусственного интеллекта Стэном Кугеллом.
Редактор каталогов был написан для EXEC 8 в Университете Мэриленда и был доступен другим пользователям в то время. Этот термин использовался другими разработчиками, включая Джея Лепро, который написал программу dired в 1980 году, работавшую на BSD. Она, в свою очередь, была вдохновлена более старой программой с тем же именем, работавшей на TOPS-20. Dired вдохновил другие программы, включая dired (редакторский скрипт для Emacs и подобных редакторов) и ded.

## Файловые менеджеры со списком файлов
Файловые менеджеры со списком файлов (file-list file managers) менее известны и старше ортодоксальных файловых менеджеров.
Одним из таких файловых менеджеров был neptune. Он работал на Xerox Alto в период 1973—1974 годов.
Он обладал некоторыми из тех же функций, которые позже появились в ортодоксальных файловых менеджерах.
Другим таким файловым менеджером является flist, который был представлен до 1980 года в Conversational Monitor System.
Это вариант FULIST, который появился до конца 1978 года, согласно комментариям его автора, Тео Алкемы (Theo Alkema).
Программа flist предоставляла список файлов на мини-диске пользователя и позволяла сортировать по любому атрибуту файла. Атрибуты файлов могли передаваться скриптам или определениям функциональных клавиш, что упрощало использование flist в составе скриптов CMS EXEC, EXEC 2 или XEDIT.
Эта программа работала только на IBM VM/SP CMS, но послужила источником вдохновения для других программ, включая filelist (скрипт, запускаемый через редактор Xedit), и программы, работающие на других операционных системах, включая программу, также называемую flist, которая работала на OpenVMS, и FULIST (от названия соответствующей внутренней программы IBM), которая работает на Unix.

## Ортодоксальные файловые менеджеры
Ортодоксальные файловые менеджеры (иногда сокращённо «ОФМ» или «OFM» от англ. Orthodox File Manager) или файловые менеджеры, управляемые командами — это файловые менеджеры на основе текстового меню, которые обычно имеют три окна (две панели и одно окно командной строки). Ортодоксальные файловые менеджеры — одно из старейших семейств файловых менеджеров, предшествующее типам с графическим пользовательским интерфейсом. Разработчики создают приложения, которые дублируют и расширяют менеджер, представленный PathMinder и Norton Commander авторства Джона Сохи для DOS. Концепция восходит к середине 1980-х годов — PathMinder был выпущен в 1984 году, а Norton Commander версии 1.0 — в 1986 году. Несмотря на возраст этой концепции, файловые менеджеры на основе Norton Commander активно разрабатываются, и существуют десятки реализаций для DOS, Unix и Microsoft Windows. Николай Безруков публикует свой собственный набор критериев для стандарта OFM (версия 1.2 от июня 1997 года).

### Особенности
Ортодоксальный файловый менеджер обычно имеет три окна. Два из них называются панелями и располагаются симметрично в верхней части экрана. Третье — командная строка, которая, по сути, является минимизированным окном командной оболочки (shell), которое можно развернуть на весь экран. В любой момент времени активна только одна из панелей. Активная панель содержит «файловый курсор». Панели можно изменять в размере и скрывать. Файлы на активной панели служат источником файловых операций, выполняемых менеджером. Например, файлы можно копировать или перемещать с активной панели в место, представленное на пассивной панели. Эта схема наиболее эффективна для систем, в которых клавиатура является основным или единственным устройством ввода. Активная панель отображает информацию о текущем рабочем каталоге и содержащихся в нем файлах. Пассивная (неактивная) панель показывает содержимое того же или другого каталога (цель по умолчанию для файловых операций). Пользователи могут настраивать отображение столбцов, показывающих релевантную информацию о файлах. Активную и пассивную панели можно переключать (часто нажатием клавиши Tab).
Следующие особенности характеризуют класс ортодоксальных файловых менеджеров:
- Они представляют пользователю двухпанельное отображение каталогов с командной строкой внизу. Любая панель может быть выбрана как активная; другая становится пассивной. Активная панель становится рабочей областью для операций удаления и переименования, в то время как пассивная панель служит целью для операций копирования и перемещения. Панели могут быть уменьшены, открывая скрытое за ними окно терминала. Обычно видна только последняя строка окна терминала (командная строка).
- Они обеспечивают тесную интеграцию с базовой оболочкой ОС через командную строку, используя связанное окно терминала, которое позволяет просматривать результаты выполнения команд оболочки, введенных в командной строке (например, через сочетание клавиш Ctrl+O в Norton Commander).
- Они предоставляют пользователю обширные клавиатурные сокращения.
- Файловый менеджер освобождает пользователя от необходимости использовать мышь.
- Пользователи могут создавать собственные файловые ассоциации и скрипты, которые вызываются для определенных типов файлов, и организовывать эти скрипты в иерархическое дерево (например, как библиотеку пользовательских скриптов или пользовательское меню).
- Пользователи могут расширять функциональность менеджера через так называемое Пользовательское меню или Меню запуска и меню расширений.

Другие общие черты включают:
- Информация на «активной» и «пассивной» панелях может использоваться для построения команд в командной строке. Примеры включают текущий файл, путь к левой панели, путь к правой панели и т. д.
- Они предоставляют встроенный просмотрщик (по крайней мере) для самых основных типов файлов.
- У них есть встроенный редактор. Во многих случаях редактор может извлекать определенные элементы панелей в редактируемый текст.
- Многие поддерживают виртуальные файловые системы (VFS), такие как просмотр сжатых архивов или работа с файлами через FTP-соединение.
- В их названии часто встречается слово commander, в честь Norton Commander.
- Путь: показывает исходное/целевое местоположение используемого каталога.
- Информация о размере каталога, использовании диска и имени диска (обычно в нижней части панелей).
- Панель с информацией об имени файла, расширении, дате и времени создания, последнего изменения и правах доступа (атрибутах).
- Информационная панель с количеством файлов в каталоге и суммой размеров выбранных файлов.
- Вкладочный интерфейс (обычно в графических файловых менеджерах).
- Функциональные клавиши: F1-F10 имеют одинаковые функции во всех ортодоксальных файловых менеджерах. Примеры: F5 всегда копирует файл(ы) с активной на неактивную панель, а F6 перемещает файл.

#### Панели с вкладками
Внедрение панелей с вкладками в некоторых файловых менеджерах (например, Total Commander) позволило одновременно управлять более чем одним активным и пассивным каталогом.

#### Портативность
Ортодоксальные файловые менеджеры являются одними из самых портативных файловых менеджеров. Примеры доступны практически на любой платформе, как с командной строкой, так и с графическим интерфейсом. Это необычно для менеджеров командной строки, поскольку публикуется нечто, претендующее на стандарт интерфейса. Они также активно поддерживаются разработчиками. Это позволяет выполнять одну и ту же работу на разных платформах без особого переучивания интерфейса.

#### Двухпанельные менеджеры
Иногда их называют двухпанельными менеджерами — термин, который обычно используется для таких программ, как Проводник Windows (см. ниже). Но у них три панели, включая панель командной строки под (или скрытую за) двумя симметричными панелями. Более того, большинство этих программ позволяют использовать только одну из двух больших панелей, скрывая вторую. Некоторые также добавляют элемент в контекстное меню Windows для «Открытия двух Проводников рядом».
Известные представители:
- Altap Salamander
- Commander One
- Demos Commander
- Directory Opus
- DOS Navigator (DN) и его производные
- Double Commander
- emelFM2
- Far Manager
- ForkLift
- GNOME Commander
- Krusader
- Midnight Commander (MC)
- muCommander
- Norton Commander (NC)
- PathMinder
- Ranger
- Total Commander
- Volkov Commander (VC)
- WinSCP
- XTree
- ZTreeWin

## Навигационные файловые менеджеры
Навигационный файловый менеджер — это более новый тип файлового менеджера. С появлением графических интерфейсов пользователя (GUI) он стал доминирующим типом файловых менеджеров для настольных компьютеров.
Обычно он имеет две панели: дерево файловой системы в левой панели и содержимое текущего каталога в правой. Для macOS представление колонок Миллера в Finder (возникшее в NeXTStep) является вариацией на тему навигационного файлового менеджера.

### Концепции
- Окно отображает текущее просматриваемое местоположение.
- Просматриваемое местоположение (текущий каталог) может быть изменено пользователем путем открытия каталогов, нажатия кнопки «Назад», ввода местоположения или использования дополнительной панели с деревом навигации, представляющим всю или часть файловой системы.
- Иконки представляют файлы, программы и каталоги.

Интерфейс навигационного файлового менеджера часто напоминает веб-браузер, с кнопками «Назад» и «Вперед», а часто и кнопками «Обновить». Большинство из них также содержат адресную строку, в которую можно ввести путь к файлу или каталогу (или URI).
Большинство навигационных файловых менеджеров имеют две панели, левая панель представляет собой древовидное представление файловой системы. Это означает, что, в отличие от ортодоксальных файловых менеджеров, две панели асимметричны по своему содержимому и использованию.
Выбор каталога на панели навигации слева назначает его текущим каталогом, отображая его содержимое на панели содержимого справа. Однако развертывание (+) или сворачивание (-) части дерева без выбора каталога не изменит содержимое правой панели. Исключение из этого поведения применяется при сворачивании родительского каталога текущего каталога, в этом случае выделение перефокусируется на свернутом родительском каталоге, тем самым изменяя список на панели содержимого.
Процесс перехода из одного места в другое не обязательно открывает новое окно. Несколько экземпляров файлового менеджера могут быть открыты одновременно и взаимодействовать друг с другом посредством операций перетаскивания и буфера обмена, поэтому можно одновременно просматривать несколько каталогов и выполнять операции вырезания и вставки между экземплярами.
Файловые операции основаны на метафорах перетаскивания и редактора: пользователи могут выбирать и копировать файлы или каталоги в буфер обмена, а затем вставлять их в другое место в файловой системе или даже в другой экземпляр файлового менеджера.
Известные примеры навигационных файловых менеджеров:
- Directory Opus
- Dolphin в KDE
- DOS Shell в MS-DOS/PC DOS
- File Manager в Windows
- Finder в macOS
- Nautilus в GNOME (по умолчанию с версии 2.30)
- Проводник Windows (Windows Explorer)
- PC Shell в PC Tools
- ViewMAX в DR DOS
- XTree / ZTreeWin

## Пространственные файловые менеджеры
Пространственные файловые менеджеры используют пространственную метафору интерфейса для представления файлов и каталогов так, как если бы они были реальными физическими объектами. Пространственный файловый менеджер имитирует то, как люди взаимодействуют с физическими объектами.
Некоторые идеи, лежащие в основе концепции пространственного файлового менеджера:
1. Одно окно представляет каждый открытый каталог.
2. Каждое окно однозначно и безвозвратно привязано к определенному каталогу.
3. Стабильность: файлы, каталоги и окна перемещаются туда, куда их перемещает пользователь, остаются там, где их размещает пользователь («сохраняют свое пространственное состояние»), и сохраняют все свои другие «физические» характеристики (такие как размер, форма, цвет и местоположение).
4. Один и тот же элемент может быть просмотрен только в одном окне одновременно.

Как и в навигационных файловых менеджерах, при открытии каталога иконка, представляющая каталог, изменяется — возможно, с изображения закрытого ящика на открытый, возможно, иконка каталога превращается в силуэт, заполненный узором, — и открывается новое окно для представления этого каталога.
Примеры файловых менеджеров, которые в некоторой степени используют пространственную метафору:
- Workbench в Amiga
- Finder версий 5-9 от Apple
- Tracker в BeOS
- Desktop от Digital Research (реализован в Atari TOS и в несколько урезанной версии для ПК)
- Файловый менеджер E17
- Nautilus от GNOME начиная с версии 2.6 (по умолчанию до 2.29, полностью удален в 3.0)
- Tracker в Haiku
- Konqueror имеет опцию переключения в пространственный режим
- Caja в MATE (хотя режим по умолчанию — навигационный)
- Workplace Shell в OS/2
- Filer в RISC OS
- Файловый менеджер ROX-Filer (ROX Desktop)

Дисфункциональные пространственные файловые менеджеры:
- Проводник Windows в Windows 95 по умолчанию был настроен как модель пространственного файлового менеджера; поскольку он также работал как навигационный файловый менеджер, каталоги можно было открывать в нескольких окнах, что приводило к нарушению всех вышеперечисленных критериев. Более поздние версии постепенно отказались от пространственной модели.
- Finder от Apple в macOS был разработан с аналогичной интеграцией пространственного и навигационного режимов, что означало, что пространственный режим фактически не работал[23].

## Трёхмерные (3D) файловые менеджеры
Некоторые проекты пытались реализовать трёхмерный метод отображения файлов и структур каталогов. Трёхмерный просмотр файлов не стал популярным; конкретная реализация, как правило, отличается в разных проектах, и общих стандартов для подражания нет.
Примеры трёхмерных файловых менеджеров:
- File System Visualizer (fsv), клон fsn с открытым исходным кодом для современных Unix-подобных систем.
- tdfsb[24], трёхмерный файловый браузер с открытым исходным кодом, где вход в каталоги осуществляется путем «влетания» в них (с использованием клавиш WASD). Работает на Linux, FreeBSD и BeOS.
- BumpTop, файловый менеджер, использующий трёхмерное представление рабочего стола с реалистичной физикой, предназначенный для использования со стилусом и сенсорным экраном.
- Real Desktop[25], замена рабочего стола, схожая с BumpTop.
- Cubix 3D Filer[26] — файловый менеджер для Windows, который упорядочивает файлы по различным атрибутам.
- GopherVR, трёхмерная визуализация сетевых ресурсов Gopher.

## Веб-ориентированные файловые менеджеры
Веб-ориентированные файловые менеджеры обычно представляют собой скрипты, написанные на PHP, Ajax, Perl, ASP или другом языке сценариев на стороне сервера. При установке на локальном или удаленном сервере они позволяют управлять файлами и каталогами, расположенными там, и редактировать их с помощью веб-браузера без необходимости FTP-доступа.
Более продвинутые и обычно коммерчески распространяемые скрипты веб-управления файлами позволяют администратору файлового менеджера настраивать защищенные индивидуальные учетные записи пользователей, каждая с индивидуальными правами доступа. Авторизованные пользователи имеют доступ к документам, хранящимся на сервере или в их индивидуальных каталогах пользователей, в любое время, из любого места, через веб-браузер.
Веб-ориентированный файловый менеджер может служить цифровым репозиторием организации. Например, документы, цифровые медиа, макеты публикаций и презентации могут храниться, управляться и совместно использоваться клиентами, поставщиками и удаленными работниками или просто внутри организации.
Веб-ориентированные файловые менеджеры становятся все более популярными из-за роста популярности динамических систем управления контентом веб-сайтов (CMS) и необходимости для нетехнических модераторов веб-сайтов управлять медиафайлами на своих веб-сайтах, работающих на этих платформах.
Примером является net2ftp, FTP-клиент на основе PHP и JavaScript.

## Диалог выбора файлов
Операционные системы обычно поставляются с диалогом выбора файлов, который позволяет указать, в каком месте сохранить файл (обычно доступ через опцию «Сохранить как» в программном обеспечении), и откуда открыть файл. Иногда вместо файла или пути назначения выбирается папка.
Некоторые диалоги выбора файлов также позволяют в некоторой степени управлять файлами, например, выполнять поиск, перемещение, копирование, переименование и копирование пути в буфер обмена.
Некоторое программное обеспечение может иметь настраиваемый диалог выбора файлов.